# إيرين كوكي
إيرين كوكي موتونجي (بالإنجليزية: Irene Koki Mutungi)‏ المعروفة باسم كوكي موتونجي، وهي طيارة محترفة في كينيا. وكانت أول امرأة في القارة الإفريقية تحصل على شهادة كابتن لطائرة بوينغ 787. تعمل إيرين لشركة الخطوط الجوية الكينية وشركة الطيران الوطنية في كينيا.

## حياتها المُبكرة وتعليمها
ولدت إيرين في عام 1976 لوالدين كينيين. كان والدها طيارًا تجاريًا لدى الخطوط الجوية الكينية. تقاعد منذ ذلك الحين وهو مستشار طيران. التحقت كوكي بمدرسة موي للبنات بنيروبي. بعد تخرجها من المدرسة الثانوية في عام 1992 ، وهي في السابعة عشرة من عمرها، التحقت بمدرسة طيران في مطار ويلسون في نيروبي، حيث حصلت على رخصة الطياران الخاصة بها. واصلت تعليمها التجريبي في أوكلاهوما سيتي في الولايات المتحدة حيث حصلت على رخصة طيار تجاري، من قبل إدارة الطيران الفيدرالية.

## عملها في مجال الطيران
عادت إيرين إلى كينيا في عام 1995 واستعانت بها شركة الخطوط الجوية الكينية. كانت الطيارة الوحيدة في شركة الطيران لمدة ست سنوات. في عام 2004 ، أصبحت أول امرأة أفريقية تتأهل لقيادة طائرة تجارية وهي طائرة بوينغ 737. وقد تأهلت منذ ذلك الحين لقيادة طائرة بوينغ 767. ثم أخذت دورة التحويل التي سمحت لها بالانتقال إلى قيادة طائرة بوينغ 787. ثم روّعت لها الخطوط الجوية الكينية إلى كابتن B787 ، مما جعلها أول كابتن أفريقي يقود بوينغ 787 في العالم.

## أخرى
أحبت إيرين مجال الطيران عندما كان عمرها خمس سنوات وذلك بسبب تشجيع والدها لها وكان طياراً في الخطوط الجوية الكينية في ذلك الوقت.
في سبتمبر 2014 ، كانت إيرين واحدة من 39 من الطيارين في الخطوط الجوية الكينية، من أصل إجمالي 530 وكانت الكابتن المعين على طريق نيروبي إلى باريس على B787.
في ديسمبر 2014 ، تم تسميتها ضمن «أصغر 20 امرأة في أفريقيا في 2014» ، من فوربس (مجلة).

## وصلات خارجية
- Website of Kenya Airways
- The highs and lows of 100 years of aviation in Kenya